# Coocaa
Coocaa (кит. трад. 酷開, упр. 酷开; пиньинь. Kùkāi; или COOCAA), также известная как Kukai, является китайским брендом Smart TV основанным в 2006 году. Она была последовательно инвестирована такими компаниями как iQIYI, Tencent, Байду и сосредоточена на AIoTV. Принадлежит Shenzhen Skyworth-RGB Electronic Co., Ltd., их телевизионные продукты имеют Dolby Vision и полный экран.
Имея штаб-квартиру в Шэньчжэнь, компания Coocaa рискнула отправиться на Филиппины и Малайзия. Она была официальным партнером Игр Юго-восточной Азии 2019 года. В ноябре 2019 года Coocaa приняла участие во Всемирном дне Телевидения. Бренд также имеет свою собственную операционную систему под названием «Coocaa OS».

## История
В 2015 году поставки телевизоров Coocaa превысили 1 миллион единиц. В июне 2017 года Tencent инвестировала 344,28 миллиона гонконгских долларов в приобретение 7,7% акций Coocaa. В марте 2018 года Baidu инвестировала $159,70 млн, чтобы получить 11% акций Coocaa.
По состоянию на апрель 2020 года общее число пользователей системы Coocaa составляло примерно 50 миллионов пользователей, к октябрю эта цифра достигла 80 миллионов.